# Tihaljina
Tihaljina är ett samhälle i Bosnien och Hercegovina.   Det ligger i entiteten Federationen Bosnien och Hercegovina, i den södra delen av landet, 100 km sydväst om huvudstaden Sarajevo. Tihaljina ligger 162 meter över havet och antalet invånare är 1 572.
Terrängen runt Tihaljina är huvudsakligen kuperad, men österut är den platt. Tihaljina ligger nere i en dal.Närmaste större samhälle är Ljubuški, 18,3 km sydost om Tihaljina. 
Runt Tihaljina är det ganska tätbefolkat, med 90 invånare per kvadratkilometer.